# Аквилин (епископ Нарбона)
Аквилин (лат. Aquilinus; VI век) — епископ Нарбона в 550-х — 560-х годах.

## Биография
Сведений об Аквилине сохранилось очень мало. Единственный исторический источник, в котором Аквилин назван главой Нарбонской митрополии — «Акты святых», изданные в XVII веке болландистами. В находящемся в этом труде анонимном житии святого Викториана упоминается о щедрых дарах, которых Аквилин передал монастырю Святого Мартина в Асане. Викториан скончался в 566 году. Вероятно, примерно этим же временем — 550-ми — 560-ми годами — должна датироваться и деятельность Аквилина.
Однако в других источниках сведения о таком главе Нарбонской митрополии отсутствуют. Если всё же сведения об Аквилине как о епископе верны, то он должен был занимать нарбонскую кафедру между Капрарием (участником Агдского собора 506 года) и Аталоком (участником мятежа против вестготского короля Реккареда I в 587 году).